# Cabidela

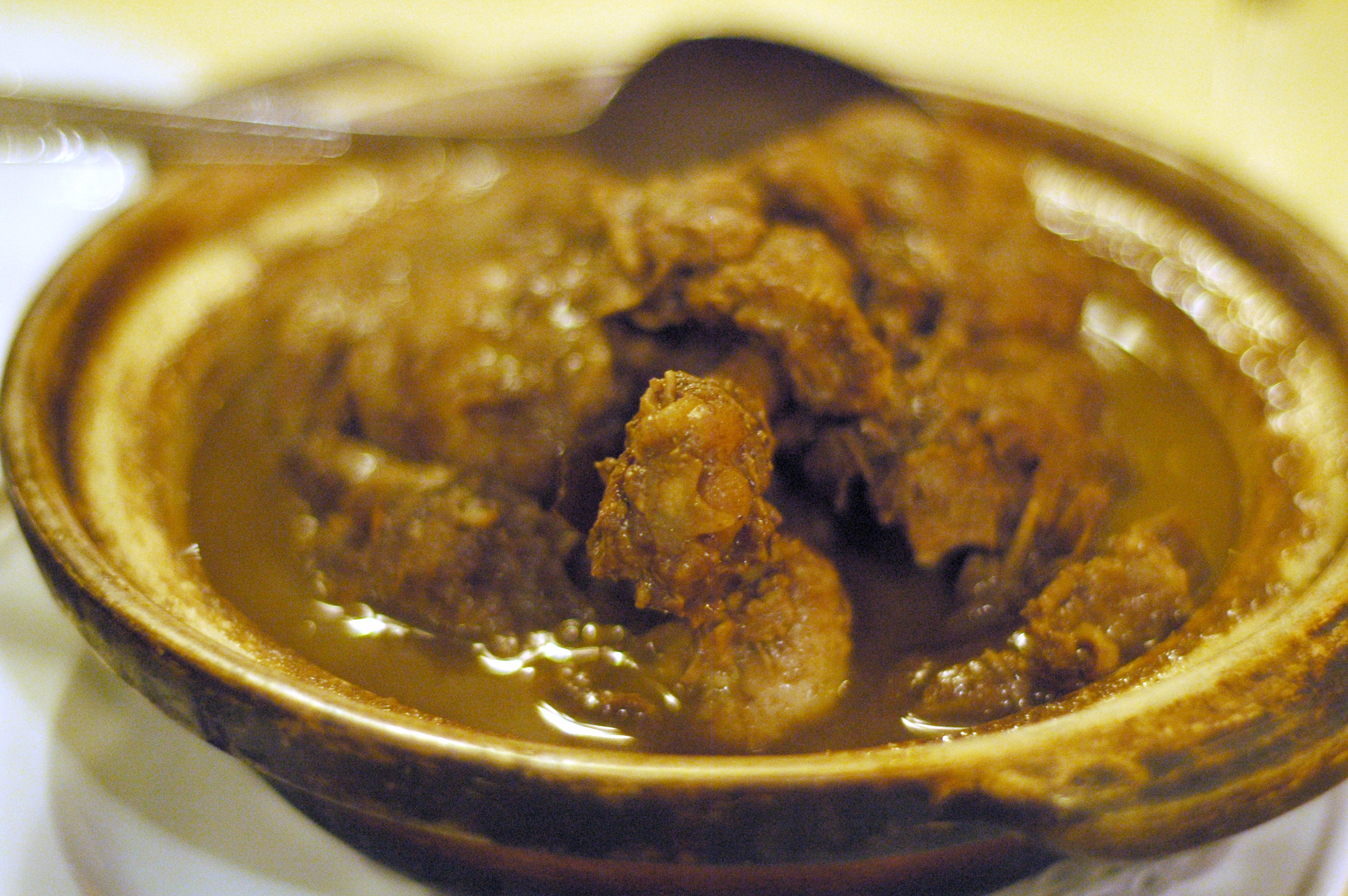
Kachní cabidela v macajském stylu

Cabidela je pokrm z portugalské kuchyně, sestávající z rýže, kousků drůbežího masa (nejčastěji kuřecího) a omáčky z drůbeží krve a octa. Krev se do cabidely přidává až ke konci přípravy, spolu s octem, díky kterému se krev nesráží. V rámci Portugalska je nejrozšířenější v jeho severní části, v regionu Minho. První písemná zmínka o cabidele pochází z 16. století.
Díky portugalské kolonizaci se lze s cabidelou setkat i v brazilské kuchyni, macajské kuchyni a v menší míře i v kuchyních dalších zemí bývalého portugalské impéria.